# Elizabeth Mandlik
Elisabeth Mandlik, née le 19 mai 2001 à Boca Raton, est une joueuse de tennis américaine, professionnelle depuis 2019.
Elle est la fille de la championne de tennis tchèque Hana Mandlíková, vainqueure de quatre tournois du Grand Chelem.

## Carrière
16e mondiale chez les juniors fin 2018, Elizabeth Mandlik atteint cette année-là le 3e tour de l'US Open puis remporte les championnats panaméricains.
Elle débute sur le circuit WTA en 2019 sur invitation lors de l'épreuve en double du tournoi de Luxembourg avec sa compatriote Katie Volynets.
En 2022, elle remporte sa première victoire sur le circuit principal au 1er tour du tournoi de San José en battant sa compatriote Alison Riske,. Elle enchaîne avec une finale sur le tournoi ITF de Landisville.
Puis elle remporte l'US Open Wildcard Challenge pour participer au tournoi féminin en simple où elle fait ses débuts dans le tableau principal, 33 ans après que sa mère a joué pour la dernière fois à l'US Open. Hana Mandlíková devient ainsi la première championne du simple féminin de l'US Open à avoir une fille disputant le même tournoi. 
Elisabeth Mandlik atteint le deuxième tour de l'US Open, battant la Slovène Tamara Zidansek en trois sets au premier tour puis perd face à la future finaliste Ons Jabeur en deux sets.
En mai 2023, elle parvient en finale du tournoi WTA 125 de Reus en éliminant les Espagnoles Angela Fita Boluda (6-1, 7-5) et Nuria Párrizas Díaz (6-4, 2-6, 6-1) , l'Italienne Jasmine Paolini (4-6, 7-5, 6-2) et l'Ukrainienne Dayana Yastremska (7-5, 4-6, 6-4). Elle est battue pour sa première finale en simple par la Roumaine en forme Sorana Cîrstea (1-6, 6-4, 6-7).

## Palmarès

### Finale en simple en WTA 125
| No | Date       | Nom et lieu du tournoi | Catégorie | Dotation  | Surface      | Vainqueure     | Score          |          |
| -- | ---------- | ---------------------- | --------- | --------- | ------------ | -------------- | -------------- | -------- |
| 1  | 02-05-2023 | Catalonia Open, Reus   | WTA 125   | 115 000 $ | Terre (ext.) | Sorana Cîrstea | 6-1, 4-6, 7-61 | Parcours |

### Finale en double en WTA 125
| No | Date       | Nom et lieu du tournoi  | Catégorie | Dotation  | Surface    | Vainqueures                       | Partenaire     | Score    |          |
| -- | ---------- | ----------------------- | --------- | --------- | ---------- | --------------------------------- | -------------- | -------- | -------- |
| 1  | 24-10-2022 | Abierto Tampico Tampico | WTA 125   | 115 000 $ | Dur (ext.) | Tereza Mihalíková Aldila Sutjiadi | Ashlyn Krueger | 7-5, 6-2 | Parcours |

## Parcours en Grand Chelem

### En simple dames
| Année | Open d'Australie | Open d'Australie   | Internationaux de France | Internationaux de France | Wimbledon | Wimbledon           | US Open        | US Open         |
| ----- | ---------------- | ------------------ | ------------------------ | ------------------------ | --------- | ------------------- | -------------- | --------------- |
| 2021  | —                | —                  | —                        | —                        | —         | —                   | Q1             | Francesca Jones |
| 2022  | —                | —                  | —                        | —                        | —         | —                   | 2e tour (1/32) | Ons Jabeur      |
| 2023  | 1er tour (1/64)  | Irina-Camelia Begu | 1er tour (1/64)          | Simona Waltert           | Q2        | Natalija Stevanović | Q3             | Han Na-lae      |
| 2024  | Q1               | Ella Seidel        | Q1                       | Sinja Kraus              | Q1        | Déspina Papamichaíl | Q3             | Jessika Ponchet |
| 2025  | —                | —                  | —                        | —                        | —         | —                   | Q1             | Jessika Ponchet |

N.B. : à droite du résultat se trouve le nom de l'ultime adversaire.

### En double dames
| Année | Open d'Australie | Open d'Australie | Internationaux de France | Internationaux de France | Wimbledon | Wimbledon | US Open                                                                           | US Open |
| ----- | ---------------- | ---------------- | ------------------------ | ------------------------ | --------- | --------- | --------------------------------------------------------------------------------- | ------- |
| 2022  | —                | —                | —                        | —                        | —         | —         | 1er tour (1/32) K. Scott \|\| style="text-align:left;" \| A. Bogdan S. Santamaria |         |
| 2023  | —                | —                | —                        | —                        | —         | —         | 1er tour (1/32) Q. Gleason \|\| style="text-align:left;" \| C. Gauff J. Pegula    |         |

N.B. : le nom de la partenaire se trouve sous le résultat ; les noms des ultimes adversaires se trouvent à droite.

## Parcours en WTA 1000
Les tournois WTA « Premier Mandatory » et « Premier 5 » (entre 2009 et 2020) et WTA 1000 (à partir de 2021) constituent les catégories d'épreuves les plus prestigieuses, après les quatre levées du Grand Chelem. 

De 2009 à 2023, les tournois Premier Mandatory (dits tournois WTA 1000 obligatoires entre 2021 et 2023) regroupent Indian Wells, Miami, Madrid et Pékin, les autres constituant les tournois Premier 5 (tournois WTA 1000 non-obligatoires). À partir de 2024, le nombre de tournois WTA 1000 passe à 10 par saison (fin de l’alternance Doha / Dubaï), ces derniers devenant tous obligatoires et offrant tous 1000 points à la vainqueure (contre 900 points précédemment pour les tournois Premier 5).

### En simple dames
| Année |       |              |       |                           |      |        |            |                              |             |       |  |  |
| Doha  | Dubaï | Indian Wells | Miami | Madrid                    | Rome | Canada | Cincinnati | Pékin                        |             | Wuhan |  |  |
| Doha  | Dubaï | Indian Wells | Miami | Madrid                    | Rome | Canada | Cincinnati | Pékin                        | Guadalajara |       |  |  |
| Doha  | Dubaï | Indian Wells | Miami | Madrid                    | Rome | Canada | Cincinnati | Pékin                        |             |       |  |  |
| 2023  |       | WTA 500      |       | 2e tour (1/32) P. Kvitová |      |        |            |                              |             |       |  |  |
|       |       |              |       |                           |      |        |            |                              |             |       |  |  |
| 2025  |       |              |       |                           |      |        |            | 1er tour (1/64) L. Bronzetti |             |       |  |  |

Sous le résultat, l’ultime adversaire.
1. 1 2   Les tournois de Doha et Dubaï alternent le statut de tournoi WTA 1000 (ex Premier 5) entre 2009 et 2023 : les trois premières éditions ont lieu à Dubaï, les trois suivantes à Doha, puis Dubaï accueille le tournoi de cette catégorie les années impaires et Dubaï les années paires. De 2011 à 2023, la ville qui n’accueille pas de WTA 1000 organise à la place un tournoi WTA 500 (ex Premier).
2. 1 2 3 4 5 6 7   L’ordre de déroulement des tournois a évolué depuis 2009 : Rome se dispute avant Madrid et Cincinnati avant Montréal/Toronto jusqu’en 2010, tandis que Tokyo (2009-2013)-Wuhan (2014-2019, 2024-)-Guadalajara (2022-2023) ont lieu avant Pékin jusqu’en 2023.

## Classements WTA en fin de saison
| Année          | 2019 | 2020 | 2021 | 2022 | 2023 | 2024 |
| Rang en simple | 508  | 545  | 504  | 119  | 127  | 215  |
| Rang en double | 1108 | 1222 | 478  | 187  | 882  | 600  |

Source : (en) Classements de Elizabeth Mandlik sur le site officiel de la Fédération internationale de tennis